# Баньол
44°45′ пн. ш. 14°47′ сх. д. / 44.75° пн. ш. 14.78° сх. д.
Баньол (хорв. Banjol) — населений пункт у Хорватії, у Приморсько-Горанській жупанії у складі міста Раб.

## Населення
Населення за даними перепису 2011 року становило 1907 осіб.
Динаміка чисельності населення поселення:

## Клімат
Середня річна температура становить 14,70 °C, середня максимальна – 27,15 °C, а середня мінімальна – 2,95 °C. Середня річна кількість опадів – 1004 мм.
| Клімат поселення                              | Клімат поселення | Клімат поселення | Клімат поселення | Клімат поселення | Клімат поселення | Клімат поселення | Клімат поселення | Клімат поселення | Клімат поселення | Клімат поселення | Клімат поселення | Клімат поселення | Клімат поселення |
| Показник                                      | Січ.             | Лют.             | Бер.             | Квіт.            | Трав.            | Черв.            | Лип.             | Серп.            | Вер.             | Жовт.            | Лист.            | Груд.            |                  |
| Середній максимум, °C                         | 9,90             | 10,25            | 12,75            | 16,40            | 21,10            | 25,10            | 27,05            | 27,15            | 22,75            | 18,35            | 13,25            | 10,60            |                  |
| Середня температура, °C                       | 6,40             | 6,80             | 9,25             | 12,90            | 17,65            | 21,65            | 24,20            | 24,30            | 19,85            | 15,50            | 10,40            | 7,75             |                  |
| Середній мінімум, °C                          | 2,95             | 3,25             | 5,75             | 9,40             | 14,10            | 18,10            | 21,35            | 21,35            | 16,95            | 12,60            | 7,50             | 4,85             |                  |
| Норма опадів, мм                              | 82               | 68               | 68               | 71               | 70               | 70               | 40               | 60               | 117              | 128              | 128              | 102              |                  |
| Середньомісячна швидкість вітру, м/с          | 2.90             | 3.10             | 3.20             | 3.00             | 2.70             | 2.50             | 2.50             | 2.50             | 2.60             | 2.80             | 3.30             | 3.20             |                  |
| Середньомісячна сонячна радіація, кДж/м²·день | 4603             | 7414             | 10918            | 15624            | 20088            | 22012            | 23478            | 20520            | 14842            | 9536             | 5069             | 3872             |                  |
| --------------------------------------------- | ---------------- | ---------------- | ---------------- | ---------------- | ---------------- | ---------------- | ---------------- | ---------------- | ---------------- | ---------------- | ---------------- | ---------------- | ---------------- |
| Джерело:                                      |                  |                  |                  |                  |                  |                  |                  |                  |                  |                  |                  |                  |                  |